# Vermont Voltage
Vermont Voltage foi uma agremiação esportiva da cidade de St. Albans (Vermont).  Disputava a USL Premier Development League.

## História
Fundado como Vermont Wanderers em 1997, o time disputou a USL Second Division de 1997 a 1998 antes de se transferir para a Premier Development League, na qual disputou entre 1999 e 2014, sendo que em 2009 a equipe entrou em hiato e só retornou em 2010. O primeiro jogo do clube foi em 12 de abril de 1997, perdendo de 3x0 para o New Hampshire Phantoms.

## Estatísticas

### Participações
|  | Participações em 2018 |

| Competição     | Competição               | Temporadas | Melhor campanha      | Estreia | Última | P | R |
| Estados Unidos | Lamar Hunt U.S. Open Cup | 1          | Primeira Fase (2014) | 2014    | 2014   |   | – |